# Semir Mete
Semir Mete, född 27 oktober 1987, är en svensk fotbollsspelare (mittfältare) som spelar för Enhörna IF.

## Karriär
Säsongen 2007 lånades Mete ut till Arameiska-Syrianska.
I januari 2013 värvades Mete av Eskilstuna City, där han skrev på ett ettårskontrakt.
Säsongen 2016 spelade Mete 17 matcher och gjorde lika många mål för Enhörna IF i Division 4.